# Bibliothécaire
Pour le personnage du Disque-monde, voir Personnages du Disque-monde#Le bibliothécaire.
 (juillet 2023).
Un bibliothécaire désigne d'une manière générale une personne à qui sont confiées des tâches de gestion des collections documentaires et d'aide aux usagers dans une bibliothèque, mais aussi des fonctions d'administration générale (gestion du personnel, informatique, finances, action culturelle).
Le mot est plus particulièrement employé dans de nombreux pays pour désigner des personnes assurant des fonctions d'encadrement et la gestion du savoir au sein des bibliothèques, même si l'on emploie aussi dans d'autres le terme de conservateur pour désigner tout ou partie d'entre eux.
Il existe encore des bibliothécaires bénévoles (en particulier pour des bibliothèques rurales ou de quartier) ; c'est parfois un héritage des bibliothèques populaires créées à partir du XIXe siècle. Toutefois, les bibliothécaires sont souvent des professionnels expressément formés pour ce métier. Dans la plupart des pays occidentaux, il faut acquérir un diplôme universitaire de deuxième cycle (maîtrise) en bibliothéconomie et sciences de l'information afin d'accéder à la profession. En France, les bibliothécaires et les conservateurs sont formés à l’École Nationale Supérieure des Sciences de l'Information et des Bibliothèques (Enssib).
On retrouve très peu de personnes ayant le titre de bibliothécaire dans un établissement, et parfois même aucun. Les bibliothécaires y occupent souvent des fonctions de gestion dans les domaines des ressources humaines, financières et documentaires, et assurent la bonne marche en général de la bibliothèque, afin de répondre le plus adéquatement possible aux besoins d'information des usagers. Ils peuvent également être responsables du service de référence dans plusieurs institutions.

## Du gardien des livres au professionnel de l’information

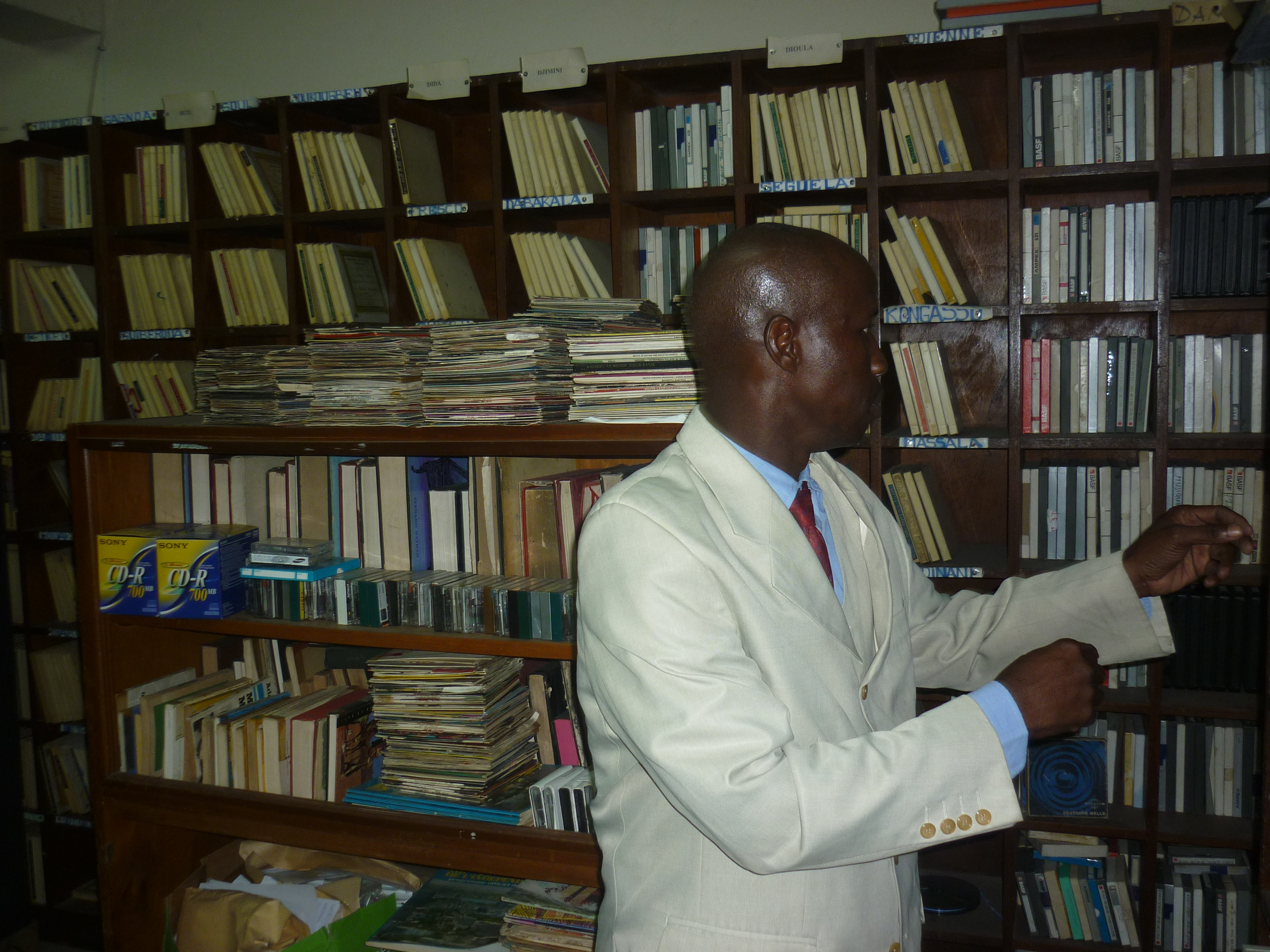
Bibliothécaire ivoirien au travail.

Depuis une trentaine d’années, la profession de bibliothécaire a connu une révolution majeure à la mesure du développement des nouvelles technologies de l’information et de la communication. La bibliothéconomie est un des domaines de l’activité humaine qui ont subi le plus de changements importants ces dernières années, en passant du fichier cartonné aux bases de données en hypertexte en quelques décennies : ainsi, la communauté universitaire a eu accès à une bibliothèque virtuelle dans le réseau Internet au cours des années 2000.
Les bibliothèques regroupent des informations à la fois textuelles, audiovisuelles et numériques. Des bibliothèques universitaires et de recherches proposent des abonnements pour accéder à distance à leurs collections.
Les transformations sur les plans organisationnel, informationnel et technologique entrainent une évolution du métier de bibliothécaire. L'impact des intelligences artificielles sur le métier est difficile à prévoir. 
Dans ces conditions, certains pensent qu’il faut changer le titre de la profession — dont l’étymologie première provient du grec biblion (livre) et de thêkê (lieu de dépôt), soit gardien du dépôt des livres — pour « professionnel des sciences de l’information » ou quelque chose de semblable, afin de tenir compte des évolutions récentes du métier. C’est ainsi, par exemple, que l’Association des documentalistes et bibliothécaires spécialisés (ADBS) est devenue l’Association des professionnels de l’information, sans pour autant changer de sigle, ou que l'École nationale supérieure des bibliothèques est devenue en 1991 l'École nationale supérieure des sciences de l'information et des bibliothèques.

## Le personnel des bibliothèques en Belgique
En Fédération Wallonie-Bruxelles, trois statuts de personnel existent dans les bibliothèques publiques :
- le personnel dirigeant est chargé de la conception, de l'organisation et de l'administration ;
- le personnel technique est chargé des tâches administratives ;
- le personnel auxiliaire assiste le personnel technique.

Pour être reconnu par le service de la lecture publique, le personnel doit avoir suivi une formation supérieure de type long (master ou licencié en sciences et technologies de l’information et de la communication), ou de type court (bachelier ou gradué bibliothécaire-documentaliste) ou une formation de promotion sociale de type court (bibliothécaire breveté), ou disposé d'une expérience ou d'une formation reconnue équivalente.

## Le personnel des bibliothèques en France
L'appellation générique de « bibliothécaire » recouvre, en France, des grades et des statuts différents. On distingue quatre catégories de personnels dans les bibliothèques : les conservateurs (catégorie A+ de la fonction publique), les bibliothécaires (catégorie A de la fonction publique), les bibliothécaires assistants spécialisés (catégorie B de la fonction publique), et les magasiniers de bibliothèque (catégorie C de la fonction publique). D'autres noms étaient autrefois utilisés, comme « commis de bibliothèque », « assistant de bibliothèque », « bibliothécaire adjoint », « bibliothécaire associé », « adjoint du patrimoine » ou d'autres encore.
Le cadre d'emploi des bibliothécaires d’État en France, entendu au sens de catégorie, est défini par le décret du 9 janvier 1992. Selon l'article 2, les "bibliothécaires participent à la constitution, à l'organisation, à l'enrichissement, à l'évaluation, à l'exploitation et à la communication au public des collections de toute nature des bibliothèques. Ils concourent également aux tâches d'animation et de formation au sein des établissements où ils sont affectés et peuvent être appelés à assurer des tâches d'encadrement. Ils exercent leurs fonctions dans les services techniques et les bibliothèques relevant du ministère chargé de l'enseignement supérieur ou d'autres départements ministériels".
Le cadre d'emploi des bibliothécaires territoriaux en France, entendu au sens de catégorie, est défini par le décret du 2 septembre 1991. Selon l'article 2, les "bibliothécaires territoriaux sont affectés, en fonction de leur formation, dans un service ou établissement correspondant à l'une des spécialités suivantes : 1. Bibliothèques ; 2. Documentation. Ils participent à la constitution, l'organisation, l'enrichissement, l'évaluation et l'exploitation des collections de toute nature des bibliothèques, à la communication de ces dernières au public ainsi qu'au développement de la lecture publique. Ils concourent également aux tâches d'animation au sein des établissements où ils sont affectés. Ils ont vocation à assurer la recherche, la constitution, le classement, la conservation, l'élaboration, l'exploitation et la diffusion de la documentation nécessaire aux missions des collectivités territoriales et de leurs établissements publics. Ils peuvent être nommés aux emplois de direction des services de documentation et des établissements contrôlés assurant les missions mentionnées aux deuxième et troisième alinéas du présent article. Dans les services ou établissements dirigés par un conservateur de bibliothèques, les bibliothécaires territoriaux ont vocation à remplir les fonctions d'adjoint du conservateur de bibliothèques ou à diriger l'un des secteurs d'activités de l'établissement".

### Agents publics

Un métier aux facettes multiples.

Le personnel des bibliothèques est constitué en grande partie de fonctionnaires et d'agents contractuels de droit public. Selon l'Inspection générale des bibliothèques, la filière regroupait 54 701 titulaires en 2012 : 33 640 d'entre eux étaient issus de la fonction publique territoriale ; 13 400 certifiés de documentation et enseignants documentalistes ; 6 157 personnes rattachées à la fonction publique d’État.
Le personnel de la Bibliothèque nationale de France, de la Bibliothèque publique d'information, des bibliothèques d’enseignement supérieur et des autres bibliothèques des administrations d'État relève de la fonction publique d'État (FPE).
Celui des bibliothèques municipales ou intercommunales et des bibliothèques départementales relève de la fonction publique territoriale (FPT).
Celui de la Ville de Paris relève d'un statut spécifique.
Toutefois, en conséquence d'un processus de nationalisation lancé dans les années 1930, qui concernait les bibliothèques provinciales nées des confiscations révolutionnaires, des conservateurs des bibliothèques relevant de la fonction publique d'État et rémunérés par lui exercent dans les bibliothèques municipales et intercommunales classées, principe réaffirmé en dernier lieu par l'article 1er de la loi no 90-1067 du 28 novembre 1990.
Les corps (FPE) ou cadres d'emplois (FPT) sont les suivants :
| Catégories                             | Corps (fonction publique d'État)         | Cadres d'emplois (fonction publique territoriale)             |
| -------------------------------------- | ---------------------------------------- | ------------------------------------------------------------- |
| A (encadrement, conception, expertise) | Conservateurs généraux des bibliothèques | pas de cadre d'emplois correspondant                          |
| A (encadrement, conception, expertise) | Conservateurs des bibliothèques          | Conservateurs des bibliothèques                               |
| A (encadrement, conception, expertise) | Bibliothécaires                          | Bibliothécaires                                               |
| B (tâches techniques)                  | Bibliothécaires assistants spécialisés   | Assistants de conservation du patrimoine et des bibliothèques |
| C (tâches d'exécution)                 | Magasiniers des bibliothèques            | Adjoints du patrimoine                                        |

Des conservateurs de bibliothèque occupent d'autres postes, comme ceux de conseiller Livre et Lecture dans les Directions régionales des affaires culturelles, Directeur régional des affaires culturelles, etc.

### La filière ITRF
À ces corps s'ajoutent ceux des personnels ingénieurs et techniques de recherche et de formation de la filière ITRF qui sont représentés dans les bibliothèques des établissements d'enseignement supérieur, des établissements publics de recherche ou d'enseignement supérieur et de recherche, des grands établissements, des établissements sous tutelle des ministères de l'Éducation nationale et de l'Enseignement supérieur et de la recherche (Canopé, CNED, ONISEP, CEREQ) et des rectorats d'académie. Ces personnels sont principalement représentés dans les bibliothèques des écoles d'ingénieurs et des établissements sous tutelle du ministère de l'Enseignement supérieur et de la Recherche.
Le projet de loi de finance de 2009 avait, par ailleurs, prévu l'intégration des personnels de la filière bibliothèque de catégorie B et C (assistants des bibliothèques et magasiniers des bibliothèques) aux corps de la filière ITRF des catégories équivalentes. Le retrait de ce projet d'intégration n'a pu être qu'en raison de la forte mobilisation des personnels de la filière bibliothèque. Cependant, le mouvement de modernisation de la fonction publique, qui prône la réduction du nombre de corps de fonctionnaires, laisse supposer que l'existence d'une filière métier indépendante uniquement dédiée à la documentation sera, à plus ou moins court terme, mise en cause. Déjà le décret sur le statut des enseignants-chercheurs de 1984 prévoit explicitement que les enseignants-chercheurs - professeurs des universités et maîtres de conférences- peuvent être chargés de conserver et enrichir les collections et être chargés de questions documentaires. Mais le décret no 2009-460 du 23 avril 2009, en supprimant les mots « dans son unité, son école ou son institut », fait craindre aux bibliothécaires comme aux enseignants-chercheurs que ces derniers puissent désormais être nommés par le président de l'Université, dans le cadre des pouvoirs élargis que lui a donné la loi LRU, sur des postes de cadre A des bibliothèques à temps plein au sein des bibliothèques dépendant de l'Université. Outre des modalités de recrutement qui divergent, notamment par les concours uniques, les corps de catégorie A d'ingénieurs d'études et d'ingénieurs de recherche de la filière ITRF ont la particularité d'assumer un niveau de responsabilité supérieur aux corps de la filière bibliothèque à corps équivalents. Ceci s'explique certainement par le fait que les bibliothèques dans lesquelles les personnels de la filière ITRF exercent sont celles d'établissements de taille moyenne.
Du personnel administratif et technique travaille également dans les bibliothèques. Les postes les moins qualifiés sont souvent occupés par des agents provenant d'autres filières, principalement de la filière ASU pour les établissements relevant de l'Enseignement supérieur. Dans les bibliothèques territoriales, les filières administrative et technique sont très représentées.
Les centres de documentation et d’information de l’enseignement secondaire sont tenus par des professeurs documentalistes et des professeurs documentalistes de l'enseignement agricole. Les BCD (bibliothèques centres documentaires) de l'enseignement primaire ne disposent pas de personnel statutaire (selon les cas un jeune en service civique, un assistant d'éducation, un enseignant, des bénévoles ou un employé municipal peut en assumer la gestion).
Les plus petites bibliothèques publiques, ainsi que la majorité des bibliothèques du tiers réseau sont souvent tenues par des bénévoles.
Le personnel des bibliothèques françaises est majoritairement féminin. Pour les fonctionnaires de l'État, le taux de féminisation dépasse les deux tiers avec 68 %.

## Le personnel des bibliothèques auQuébec
Il existe trois principaux corps d’emploi qui œuvrent dans les bibliothèques québécoises. Ces trois types d’emplois sont les suivants : les commis aux prêts (aussi appelés aide-bibliothécaires ou préposés), les techniciens en documentation et les bibliothécaires :
| Catégories                  | Formation | Exemple de tâches |
| --------------------------- | --- | --- |

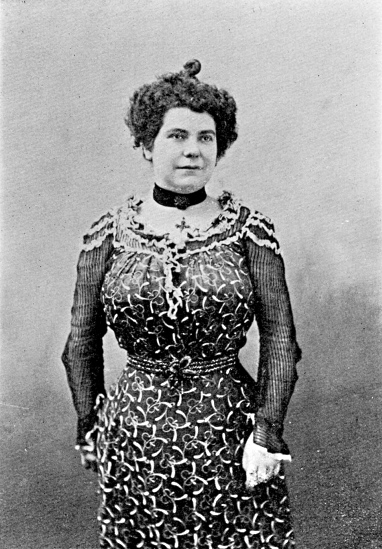
Éva Circé-Côté, bibliothécaire québécoise.

| Commis aux prêts            | Diplôme d’études secondaires | - Trier et classer les documents. - S’occuper des retours et des prêts. - Accueillir les usagers. - Répondre aux besoins de renseignements généraux des usagers. |
| Technicien en documentation | Diplôme d’études collégiales en techniques en bibliothéconomie et en technologie de l'information (3 ans, CÉGEP) Cette formation est offerte dans six établissements : - Collège de Maisonneuve - Cégep de Trois-Rivières - Cégep Garneau - Collège de l’Outaouais - Collège John Abbott - Collège Lionel-Groulx Dans les services d'archives publiques, il faut aussi avoir un diplôme ou un certificat collégial en services techniques d'archives et gestion de documents.                                           | - Faciliter l'accès, pour les usagers, aux livres, aux films, aux photographies, aux cartes, aux documents papier, aux documents électroniques et à tous autres matériels de la bibliothèque. - Contribuer à la description des nouvelles acquisitions en cataloguant, classifiant, codifiant et classant des documents disponibles pour le prêt et des documents d'archives. - Travailler à microfilmer des documents d'archives, afin de les rendre plus facilement accessibles en les déposant dans des bases de données. - Organiser les fonds d’archives en les triant, rejetant et échantillonnant. - Participer à la formation et aux services d'aide offerts aux usagers. - Effectuer des recherches de références pour les usagers. - Créer et mettre à jour des plans de classification et des calendriers de conservation à l’aide des normes et des politiques de conservation des documents,. |
| Bibliothécaire              | Baccalauréat de premier cycle dans n’importe quelle discipline, ainsi qu'un diplôme de deuxième cycle à l’université (maîtrise) en bibliothéconomie et en sciences de l'information. Deux universités offrent cette maîtrise (2 ans) au Québec : - L’École de bibliothéconomie et des sciences de l’information (EBSI) de l’Université de Montréal; - School of Information Studies (SIS) de l’Université McGill. L'Université d'Ottawa offre également un programme bilingue de maîtrise en sciences de l'information. | - Élaborer des systèmes d'accès pour rendre accessibles aux usagers les collections de la bibliothèque. - Préparer des outils facilitant la recherche pour les usagers : des bibliographies, des index, des listes de livres recommandés, des guides, etc. - Fournir des services de référence aux usagers. - Mettre en place des services spécialisés (pour les enfants, les personnes âgées, les personnes en situation de handicap, etc.). - S’assurer de la maintenance des collections en achetant, classant, cataloguant et élaguant les documents de la bibliothèque. - Planifier, gérer, organiser, diriger, coordonner et contrôler les activités et les ressources matérielles, financières et humaines de la bibliothèque. - Offrir un service d’animation et de formation auprès du personnel et des usagers. - S’occuper des technologies de l’information et des communications TIC. - Recommander l'acquisition de documents (livres, périodiques, audiovisuel, etc.), afin de les ajouter à la collection de la bibliothèque,.* |

La description des tâches du bibliothécaire se distingue ensuite selon le milieu de travail au sein duquel il ou elle évolue :
- Gouvernemental : Ministères, Hôpitaux, Assemblée Nationale, Bibliothèques Nationales
- Municipal : Villes et Bibliothèques publiques
- Scolaire : Écoles primaires et secondaires
- Enseignement supérieur : Collèges et Universités
- Privé : Entreprises et à titre de consultant
- Spécialisé : Musées, Organismes et Associations.

Comme aux États-Unis, les femmes au Québec ont tardé avant d'accéder à des postes de direction.

## Le personnel des bibliothèques en Suisse
La Suisse possède plusieurs filières qui permettent d'accéder au métier de bibliothécaire. Le certificat fédéral de capacité d'agent/agente en information documentaire, le Bachelor of Science HES en information documentaire, et plusieurs filières postgrades. Ces filières permettent plus largement d'accéder au divers métiers de l'information documentaire, tels que le travail en archives, en centre de documentation, dans les médias, etc.

## Quelques bibliothécaires célèbres
À l'occasion de la remise des insignes de chevalier de la Légion d’honneur à la bibliothécaire Maria Teresa De Bellis, Frédéric Mitterrand, alors ministre de la Culture et de la Communication, prononce ces mots :

« À la manière d’un Lucien Herr rue d’Ulm au
temps de l’affaire Dreyfus ou de Noëlle de La Blanchardière dans la si
proche École française de Rome, vous faites partie de ces figures qui
dessinent un paysage et façonnent un univers. Comment oublier que
Marcel Proust fut bibliothécaire à la Mazarine de 1895 à 1900 ? Comment
oublier que Leconte de Lisle et Anatole France furent bibliothécaires du
Sénat ? Et que dire d’Hector Berlioz, bibliothécaire du Conservatoire, de Théophile Gautier, bibliothécaire de la princesse Mathilde ou encore de
Robert Musil; bibliothécaire de l’Université technique de Vienne de 1910 à
1914 ? »

### Personnages célèbres en tant que bibliothécaires
- Antoine-Alexandre Barbier
- l'abbé Bignon
- André Blavier
- Callimaque de Cyrène
- Charles Ammi Cutter
- Démétrios de Phalère
- Juana Capdevielle
- Julien Cain
- Jacques-Joseph Champollion, dit Champollion-Figeac
- Léopold Delisle
- Melvil Dewey
- les frères Jacques Dupuy et Pierre Dupuy
- Lucien Herr
- Andrée Jacob
- Gilles Mallet
- Michel Melot
- Eugène Morel
- Monica Mya Maung, en Birmanie
- Gabriel Naudé
- Anthony Panizzi
- Gabriel Peignot
- Shiyali Ramamrita Ranganathan
- L'abbé Rive
- Claude Sallier
- Jean Vallery-Radot
- Joseph Van Praet
- Zénodote

Autres bibliothécaires connus
- Leone Allacci
- Hubert-Pascal Ameilhon
- Étienne Baluze
- Pierre Nicolas Bonamy
- Paul Boudet
- Jean Buvat
- Pierre de Carcavi
- Auguste Castan
- Léonce Celier
- André Chevillier
- Nicolas Clément (bibliothécaire)
- Jacques Étienne Duval
- Willard Fiske
- Thomas Frognall Dibdin
- Jacques Gaffarel
- Jean Garnier (jésuite)
- Valentin Jamerey-Duval
- Janus Lascaris
- Pierre Le Courayer
- Jean Liron
- Aubin-Louis Millin de Grandmaison
- Adam Olearius
- Jacques Quétif
- François Désiré Roulin
- Charles Weiss

### Personnages célèbres ayant été bibliothécaires
- Adrien Baillet, bibliothécaire de Lamoignon
- Georges Bataille, bibliothécaire à la Bibliothèque nationale, à la Bibliothèque Inguimbertine de Carpentras, puis à Orléans
- Roland Barthes, bibliothécaire à l’Institut français de Bucarest
- Jorge Luis Borges, directeur de la Bibliothèque nationale d’Argentine
- Guillaume Budé, garde de la bibliothèque du roi sous François Ier
- André Breton, bibliothécaire de Jacques Doucet
- Giacomo Casanova, bibliothécaire du comte Joseph Karl von Waldstein
- Isaac Casaubon, bibliothécaire du roi Henri IV
- Jacques-Joseph Champollion, bibliothécaire au château de Fontainebleau
- Casimir Delavigne, bibliothécaire du Palais-Royal du duc d'Orléans
- Marcel Duchamp, bibliothécaire à la bibliothèque Sainte-Geneviève
- Anatole France, bibliothécaire au Sénat
- Théophile Gautier, bibliothécaire de la princesse Mathilde
- Johann Wolfgang von Goethe, bibliothécaire de la bibliothèque Anna Amalia de Weimar
- Remy de Gourmont, bibliothécaire à la Bibliothèque nationale
- Jacob Grimm, bibliothécaire de Jérôme Bonaparte, roi de Westphalie
- José-Maria de Heredia, administrateur de la bibliothèque de l'Arsenal
- J. Edgar Hoover, qui fut vacataire durant ses études au sein de la Bibliothèque du Congrès
- David Hume, bibliothécaire du corps des avocats d’Édimbourg
- Emmanuel Kant, sous-bibliothécaire de la Bibliothèque de la Cour de Koenigsberg
- Gottfried Wilhelm Leibniz, bibliothécaire du duc de Hanovre
- Charles Marie René Leconte de Lisle, bibliothécaire du Sénat
- André de Lorde, bibliothécaire à bibliothèque de l'Arsenal et à la bibliothèque Sainte-Geneviève
- Charles Nodier, bibliothécaire à la bibliothèque de l'Arsenal
- Fulvio Orsini, bibliothécaire des cardinaux Alexandre Farnèse et Ranuccio Farnèse
- Georges de Porto-Riche, bibliothécaire de la bibliothèque Mazarine
- Marcel Proust, qui passa le concours de bibliothécaire au sein de la Bibliothèque Mazarine, en 1895, et occupa ce poste durant quatre mois
- Elizabeth Taylor (la romancière)
- Johann Joachim Winckelmann, bibliothécaire de la Bibliothèque apostolique vaticane
- Mao Zedong, au sein de la bibliothèque de l'Université de Pékin